# ربکا ایتن
ربکا ایتن (انگلیسی: Rebecca Eaton؛ ‏ ۷ نوامبر ۱۹۴۷) تهیه‌کننده تلویزیونی و تهیه‌کننده فیلم اهل ایالات متحده آمریکا است.
مجلهٔ تایم در سال ۲۰۱۱ وی را یکی از ۱۰۰ فرد تأثیرگذار جهان معرفی کرد.
از فیلم‌ها یا سریال‌های تلویزیونی که وی در آن‌ها نقش داشته‌است، می‌توان به خانه پوشالی، دوریت کوچک، شرلوک، راه و رسم زندگی ما، دانتون ابی، ویکتوریا، آرزوهای بزرگ، میدل‌مارچ و نشریات اشاره نمود.